# Dubai Tennis Championships 2019
Il Dubai Tennis Championships 2019, conosciuto anche come Dubai Duty Free Tennis Championships 2019 per motivi pubblicitari, è stato un torneo di tennis giocato sul cemento, facente parte della categoria ATP World Tour 500 series nell'ambito dell'ATP Tour 2019 e della categoria WTA Premier nell'ambito del WTA Tour 2019. Sia il torneo maschile che femminile si sono disputati al The Aviation Club Tennis Centre di Dubai negli Emirati Arabi Uniti. Il torneo femminile si è giocato dal 17 al 23 febbraio mentre quello maschile dal 25 febbraio al 2 marzo 2019.

## Partecipanti ATP

### Teste di serie
| Nazionalità | Giocatore          | Ranking* | Testa di serie |
| ----------- | ------------------ | -------- | -------------- |
| Giappone    | Kei Nishikori      | 6        | 1              |
| Svizzera    | Roger Federer      | 7        | 2              |
| Croazia     | Marin Čilić        | 10       | 3              |
| Russia      | Karen Chačanov     | 11       | 4              |
| Grecia      | Stefanos Tsitsipas | 12       | 5              |
| Croazia     | Borna Ćorić        | 13       | 6              |
| Canada      | Milos Raonic       | 14       | 7              |
| Russia      | Daniil Medvedev    | 15       | 8              |

* Ranking al 18 febbraio 2019.

### Altri partecipanti
I seguenti giocatori hanno ricevuto una wild card per il tabellone principale:
- Marcos Baghdatis
- Ramkumar Ramanathan
- Mohamed Safwat

I seguenti giocatori sono entrati nel tabellone principale passando dalle qualificazioni:

- Ričardas Berankis
- Thomas Fabbiano
- Jahor Herasimaŭ
- Corentin Moutet

I seguenti giocatori sono entrati in tabellone come lucky loser:
- Il'ja Ivaška
- Jiří Veselý

### Ritiri
Prima del torneo
- Aljaž Bedene → sostituito da  Il'ja Ivaška
- Chung Hyeon → sostituito da  Benoît Paire
- Pierre-Hugues Herbert → sostituito da  Denis Kudla
- Michail Kukuškin → sostituito da  Jiří Veselý
- Andy Murray → sostituito da  Robin Haase

## Partecipanti WTA

### Teste di serie
| Nazionalità | Giocatrice           | Ranking* | Testa di serie |
| ----------- | -------------------- | -------- | -------------- |
| Giappone    | Naomi Ōsaka          | 1        | 1              |
| Rep. Ceca   | Petra Kvitová        | 2        | 2              |
| Romania     | Simona Halep         | 3        | 3              |
| Rep. Ceca   | Karolína Plíšková    | 5        | 4              |
| Germania    | Angelique Kerber     | 6        | 5              |
| Ucraina     | Elina Svitolina      | 7        | 6              |
| Paesi Bassi | Kiki Bertens         | 8        | 7              |
| Bielorussia | Aryna Sabalenka      | 9        | 8              |
| Danimarca   | Caroline Wozniacki   | 10       | 9              |
| Lettonia    | Anastasija Sevastova | 12       | 10             |
| Russia      | Dar'ja Kasatkina     | 14       | 11             |
| Spagna      | Garbiñe Muguruza     | 15       | 12             |
| Germania    | Julia Görges         | 16       | 13             |
| Francia     | Caroline Garcia      | 19       | 14             |
| Estonia     | Anett Kontaveit      | 20       | 15             |
| Belgio      | Elise Mertens        | 21       | 16             |

- Ranking all'11 febbraio 2019.

### Altre partecipanti
Le seguenti giocatrici hanno ricevuto una wild card per il tabellone principale:
- Fatma Al-Nabhani
- Eugenie Bouchard
- Sara Errani
- Samantha Stosur

Le seguenti giocatrici sono entrate nel tabellone principale passando dalle qualificazioni:

- Lara Arruabarrena
- Jennifer Brady
- Zarina Diyas
- Magdalena Fręch
- Lucie Hradecká
- Ivana Jorović
- Bernarda Pera
- Zhu Lin

Le seguenti giocatrici sono entrate in tabellone come lucky loser:
- Polona Hercog
- Dalila Jakupovič
- Stefanie Vögele

### Ritiri
Prima del torneo
- Ashleigh Barty → sostituita da  Vera Lapko
- Danielle Collins → sostituita da  Ekaterina Makarova
- Camila Giorgi → sostituita da  Dalila Jakupovič
- Madison Keys → sostituita da  Dajana Jastrems'ka
- Maria Sakkarī → sostituita da  Tímea Babos
- Samantha Stosur → sostituita da  Stefanie Vögele
- Qiang Wang → sostituita da  Sofia Kenin
- Caroline Wozniacki → sostituita da  Polona Hercog

Durante il torneo
- Yulia Putintseva
- Ons Jabeur

## Punti
| Evento              | V   | F   | SF  | QF  | 3T   | 2T | 1T   | Q    | Q3   | Q2   | Q1   |
| Singolare maschile  | 500 | 300 | 180 | 90  | N.D. | 45 | 0    | 20   | N.D. | 10   | 0    |
| Doppio maschile     | 500 | 300 | 180 | 90  | N.D. | 0  | N.D. | 45   | N.D. | 25   | 0    |
| Singolare femminile | 900 | 585 | 350 | 190 | 105  | 60 | 1    | 30   | N.D. | 20   | 1    |
| Doppio femminile    | 900 | 585 | 350 | 190 | 105  | 1  | N.D. | N.D. | N.D. | N.D. | N.D. |

## Montepremi
| Evento              | V        | F        | SF       | QF      | 2T      | 1T      | Q3   | Q2     | Q1     |
| Singolare maschile  | $565,635 | $283,880 | $143,240 | $75,170 | $37,620 | $20,815 | N.D. | $8,005 | $4,005 |
| Doppio maschile*    | $177,600 | $86,930  | $43,600  | $22,370 | N.D.    | $11,560 | N.D. | N.D.   | N.D.   |
| Singolare femminile | $520,615 | $260,310 | $130,030 | $29,695 | $15,240 | $7,835  | N.D. | $4,360 | $2,245 |
| Doppio femminile*   | $148,845 | $75,310  | $37,275  | $18,765 | $9,510  | $4,695  | N.D. | N.D.   | N.D.   |

*per squadra

## Campioni

### Singolare maschile
Roger Federer ha sconfitto in finale  Stefanos Tsitsipas con il punteggio di 6-4, 6-4.
- È il centesimo titolo in carriera per Federer, ottavo al torneo di Dubai e primo della stagione.

### Singolare femminile
Belinda Bencic ha sconfitto in finale  Petra Kvitová con il punteggio di 6-3, 1-6, 6-2.
- È il terzo titolo in carriera per Bencic, primo della stagione.

### Doppio maschile
Rajeev Ram /  Joe Salisbury hanno sconfitto in finale  Ben McLachlan /  Jan-Lennard Struff con il punteggio di 7–6(4), 6-3.

### Doppio femminile
Hsieh Su-wei /  Barbora Strýcová hanno sconfitto in finale  Lucie Hradecká /  Ekaterina Makarova con il punteggio di 6-4, 6-4.